# The Voice of Germany
The Voice of Germany – niemiecki program telewizyjny typu talent show, emitowany przez stację telewizyjną ProSieben (Przesłuchania w ciemno, Bitwy oraz 1 Live) oraz Sat.1 (wszystkie etapy). Jego premiera odbyła się 24 listopada 2011. Od roku 2013 emitowane jest także The Voice of Kids w okresie zimowym na antenie Sat.1.
The Voice of Germany jest adaptacją formatu The Voice. Celem programu jest odkrycie talentów wokalnych z warunkiem ukończenia przez uczestników 18 lat. Nagrodą główną jest tytuł The Voice of Germany.
Program produkowany jest przez Schwartzkopff TV-Productions na zlecenie grupy ProSiebenSat.1.

## Części programu, koncepcja

### Przesłuchania w ciemno
Około 150 osób zaproszonych jest na pierwszy etap przesłuchań w ciemno. Tam kandydaci muszą z akompaniamentem prawdziwego zespołu zaśpiewać przed publicznością w studio. Trenerzy początkowo nie widzą kandydata, bo siedzą w obróconym tyłem do sceny fotelu. Kandydata można zobaczyć szybciej niż regulaminowe 90 sekund, poprzez naciśnięcie guzika, jest to jednoznaczne z chęcią kontynuowania pracy z wokalistą. Jeżeli obróci się przynajmniej jeden fotel kandydat jest w kolejnym etapie wzmagań. Jeżeli obrócą się dwa lub więcej foteli kandydat może wybrać osobę z którą chce współpracować. Jeżeli żaden fotel nie obróci się przed regulaminowymi 90 sekundami, kandydat nie przechodzi do kolejnego etapu. Każda drużyna prowadzona przez trenera musi w ciągu przesłuchań w ciemno osiągnąć liczbę 16 uczestników.

### Bitwy
W etapie drugim Bitwy trener dobiera dwie osoby ze swojej drużyny w duet. Pracuje później z nimi przez tydzień. Tylko jeden z dwóch kandydatów pozostaje w swojej drużynie, decyzję podejmuje trener danej drużyny.

### Live
Trzeci etap Live kandydaci do tytułu The Voice of Germany są eliminowani głosami trenerów, jak i widzów. Do finału z każdej drużyny dochodzi tylko jedna osoba. W finale liczą się tylko głosy widzów. To oni wybierają The Voice of Germany. Tylko w tym etapie można spotkać walkę osób z innych drużyn oraz trenerów w jednym odcinku.

## Ekipa

### Trenerzy
| Trenerzy              | Edycja | Edycja | Edycja | Edycja | Edycja | Edycja | Edycja | Edycja | Edycja | Edycja | Edycja | Edycja | Edycja | Edycja | Edycja |
| Trenerzy              | 1.     | 2.     | 3.     | 4.     | 5.     | 6.     | 7.     | 8.     | 9.     | 10.    | 11.    | 12.    | 13.    | 14.    | 15.    |
| --------------------- | ------ | ------ | ------ | ------ | ------ | ------ | ------ | ------ | ------ | ------ | ------ | ------ | ------ | ------ | ------ |
| Rea Garvey            | ●      | ●      |        | ●      | ●      |        |        |        | ●      | ●      |        | ●      |        |        | ●      |
| Xavier Naidoo         | ●      | ●      |        |        |        |        |        |        |        |        |        |        |        |        |        |
| Nena                  | ●      | ●      | ●      |        |        |        |        |        |        |        |        |        |        |        |        |
| The BossHoss          | ●      | ●      | ●      |        |        |        |        |        |        |        |        |        |        |        |        |
| Max Herre             |        |        | ●      |        |        |        |        |        |        |        |        |        |        |        |        |
| Samu Haber            |        |        | ●      | ●      |        | ●      | ●      |        |        | ●      |        |        |        | ●      |        |
| Mishi Beck i Smudo    |        |        |        | ●      | ●      | ●      | ●      | ●      |        |        |        |        |        |        | ●      |
| Stefanie Kloss        |        |        |        | ●      | ●      |        |        |        |        | ●      |        | ●      |        |        |        |
| Andreas Bourani       |        |        |        |        | ●      | ●      |        |        |        |        |        |        |        |        |        |
| Yvonne Catterfeld     |        |        |        |        |        | ●      | ●      | ●      |        | ●      |        |        |        | ●      |        |
| Mark Forster          |        |        |        |        |        |        | ●      | ●      | ●      | ●      | ●      | ●      |        | ●      |        |
| Michael Patrick Kelly |        |        |        |        |        |        |        | ●      |        |        |        |        |        |        |        |
| Alice Merton          |        |        |        |        |        |        |        |        | ●      |        |        |        |        |        |        |
| Sido                  |        |        |        |        |        |        |        |        | ●      |        |        |        |        |        |        |
| Nico Santos           |        |        |        |        |        |        |        |        | ●      | ●      | ●      |        |        |        | ●      |
| Michael Schulte       |        |        |        |        |        |        |        |        |        | ●      |        |        |        |        |        |
| Sarah Connor          |        |        |        |        |        |        |        |        |        |        | ●      |        |        |        |        |
| Johannes Oerding      |        |        |        |        |        |        |        |        |        |        | ●      |        |        |        |        |
| Elif Demirezer        |        |        |        |        |        |        |        |        |        |        | ●      |        |        |        |        |
| Peter Maffay          |        |        |        |        |        |        |        |        |        |        |        | ●      |        |        |        |
| Giovanni Zarrella     |        |        |        |        |        |        |        |        |        |        |        |        | ●      |        |        |
| Bill i Tom            |        |        |        |        |        |        |        |        |        |        |        |        | ●      |        |        |
| Ronan Keating         |        |        |        |        |        |        |        |        |        |        |        |        | ●      |        |        |
| Shirin David          |        |        |        |        |        |        |        |        |        |        |        |        | ●      |        | ●      |
| Kamrad                |        |        |        |        |        |        |        |        |        |        |        |        |        | ●      |        |

### Prowadzący
| Prowadzący           | Edycja | Edycja | Edycja | Edycja | Edycja | Edycja | Edycja | Edycja | Edycja | Edycja | Edycja | Edycja | Edycja | Edycja | Edycja |
| Prowadzący           | 1.     | 2.     | 3.     | 4.     | 5.     | 6.     | 7.     | 8.     | 9.     | 10.    | 11.    | 12.    | 13.    | 14.    | 15.    |
| -------------------- | ------ | ------ | ------ | ------ | ------ | ------ | ------ | ------ | ------ | ------ | ------ | ------ | ------ | ------ | ------ |
| Stefan Gödde         | ●      |        |        |        |        |        |        |        |        |        |        |        |        |        |        |
| Doris Golpashin      | ●      | ●      | ●      | ●      |        |        |        |        |        |        |        |        |        |        |        |
| Thore Schölermann    |        | ●      | ●      | ●      | ●      | ●      | ●      | ●      | ●      | ●      | ●      | ●      | ●      | ●      | ●      |
| Lena Gercke          |        |        |        |        | ●      | ●      | ●      | ●      | ●      | ●      | ●      |        |        |        |        |
| Annemarie Carpendale |        |        |        |        |        |        |        |        |        | ●      |        |        |        |        |        |
| Melissa Khalaj       |        |        |        |        |        |        |        |        |        |        |        | ●      | ●      | ●      | ●      |

## I edycja (2011-2012)

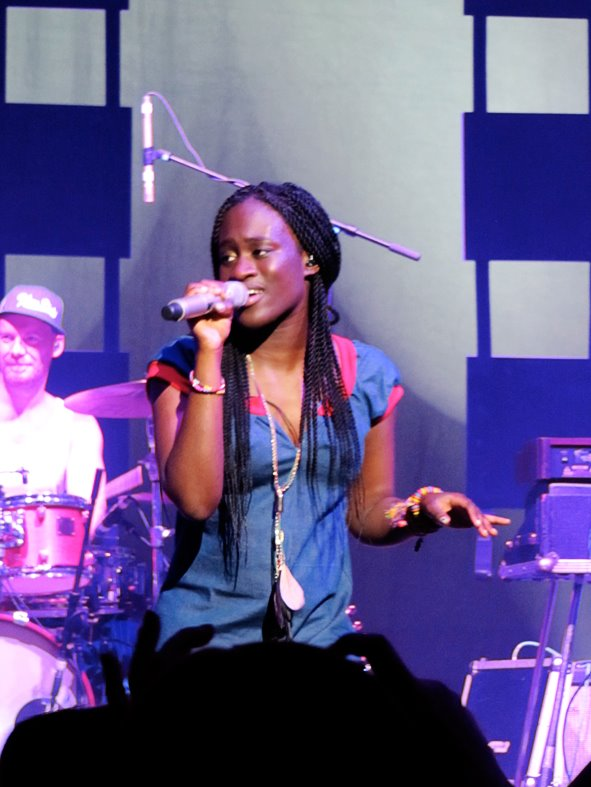
Ivy Quainoo - zwyciężczyni pierwszej edycji

Sezon pierwszy rozpoczął się 24 listopada 2011 roku w stacji ProSieben i zakończył się 10 lutego 2012 roku w stacji Sat.1. Program był emitowany przez cały sezon na dwóch stacjach: Sat.1 oraz ProSieben należące do grupy ProSiebenSat.1. Edycja składała się z 17 odcinków. Przesłuchania w ciemno były emitowane od 24 listopada do 9 grudnia 2011 roku, bitwy były emitowane od 15 grudnia do 23 grudnia 2011 roku. Odcinki live były emitowane od 5 stycznia do 10 lutego 2012 roku.
- Pierwszą edycję wygrała Ivy Quainoo(inne języki) z drużyny Boss-a i Hoss-a.

## II edycja (2012)

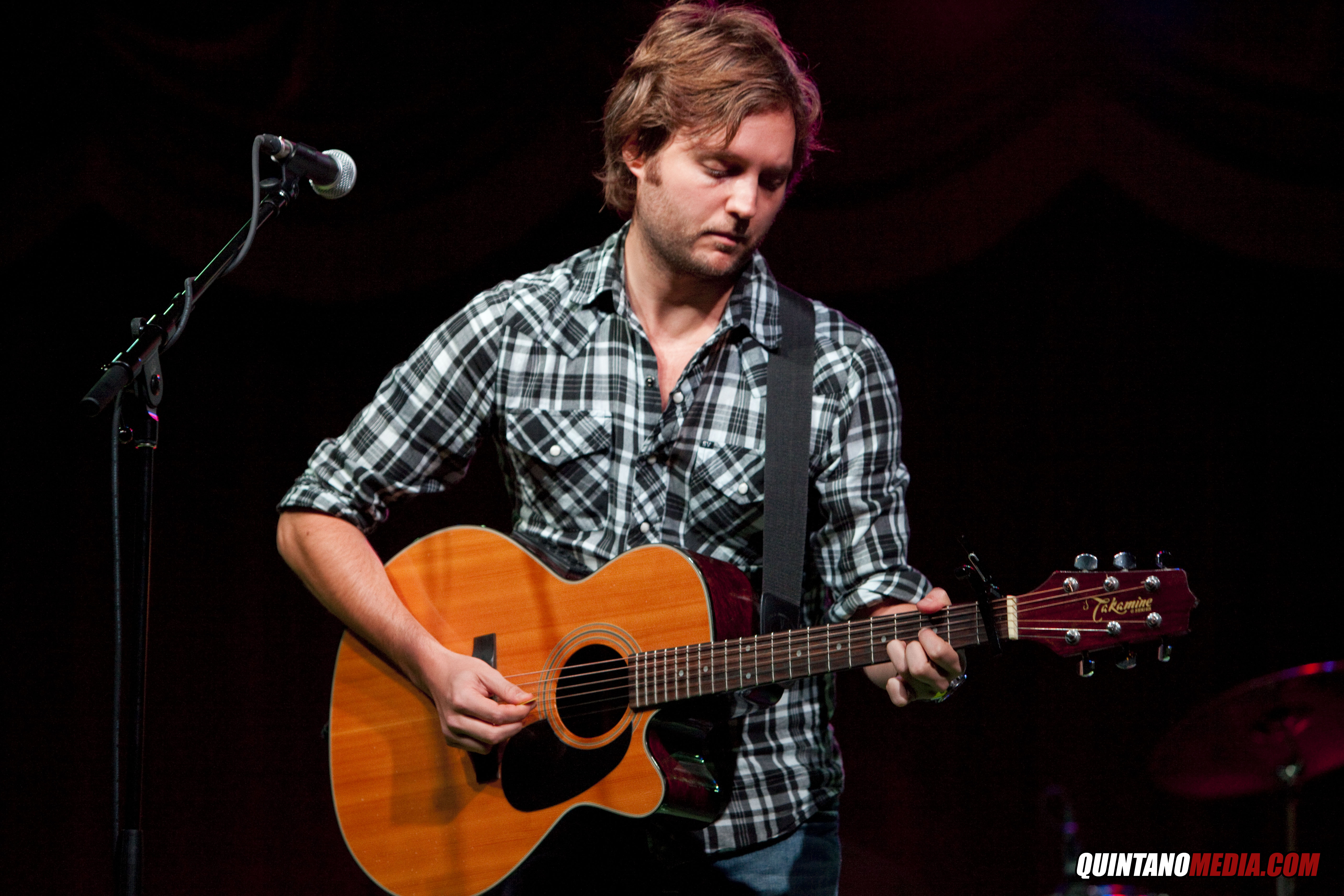
Nick Howard - zwycięzca drugiej edycji

Sezon drugi rozpoczął się 18 października 2012 roku na stacji ProSieben i zakończył się 14 grudnia 2012 roku na stacji Sat.1. Program był emitowany przez cały sezon na dwóch stacjach: Sat.1 oraz ProSieben należące do grupy ProSiebenSat.1. Edycja składała się z 16 odcinków. Przesłuchania w ciemno były emitowane od 18 października do 2 listopada 2012 roku, bitwy były emitowane od 8 listopada do 16 listopada 2012 roku. Odcinki live były emitowane od 22 grudnia do 14 grudnia 2012 roku.
- Drugą edycję wygrał Nick Howard z drużyny Rea Garvey-a.

## III edycja (2013)

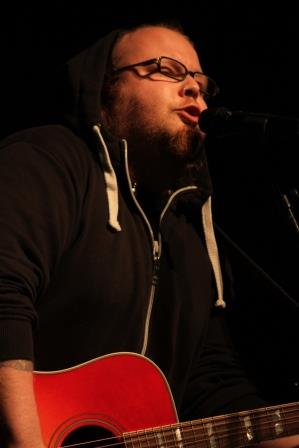
Andreas Kümmert - zwycięzca trzeciej edycji

Sezon trzeci rozpoczął się zmianą jury, gdzie obok Neny oraz Boss-a i Hoss-a usiedli raper i producent muzyczny Max Herre i autor tekstów Samu Haber. Program był produkowany na zlecenie grupy ProSiebenSat.1. Przesłuchania w ciemno były kręcone w Berlinie, w dniach od 21 do 24 lipca 2013 r. Każdy team po tym etapie miał 16 uczestników. Po Bitwach do odcinków Live dostało się po pięć osób z każdej drużyny. Do ścisłego finału dostały się cztery osoby.
- Trzecią edycję wygrał Andreas Kümmert(inne języki) z drużyny Max-a Herre-a.